# Mini Print International van Cadaqués
De Mini Print International van Cadaqués is een prentkunstwedstrijd die openstaat voor alle grafische technieken en tendensen en waaraan kunstenaars van over de hele wereld deelnemen. De wedstrijd wordt jaarlijks gehouden en brengt ongeveer 650 kunstenaars uit 50 landen van de wereld bijeen. 
Naast de jaarlijkse tentoonstelling in de Taller Galeria Fort in Cadaqués, wordt de Mini Print sinds 1992 ook in Wingfield (Engeland) en Bages (Frankrijk) tentoongesteld. 
Alle druktechnieken en genres zijn toegestaan, de enige beperking is dat de afbeeldingen niet groter mogen zijn dan 10 cm x 10 cm.
De wedstrijd is een wereldreferentie voor de prentkunst.
Het initiatief voor de wedstrijd werd in 1981 genomen door Pascual Fort, een avant-garde kunstenaar, en zijn echtgenote Mercedes Barberà Rusiñol. Zij openden in 1964 hun eerste kunstgalerie Taller Galeria Fort in Tarragona, waar zowel werken van gerenommeerde kunstenaars (Miró, Georges Rouault, ...) als veelbelovende jonge kunstenaars uit de provincie Tarragona exposeerden.  
In 1973 vestigde het echtpaar de galerie in Barcelona en Cadaqués.  
De Nationale Bibliotheek van Catalonië bezit één exemplaar van alle winnende prenten van elke editie.